# Smidesjärn

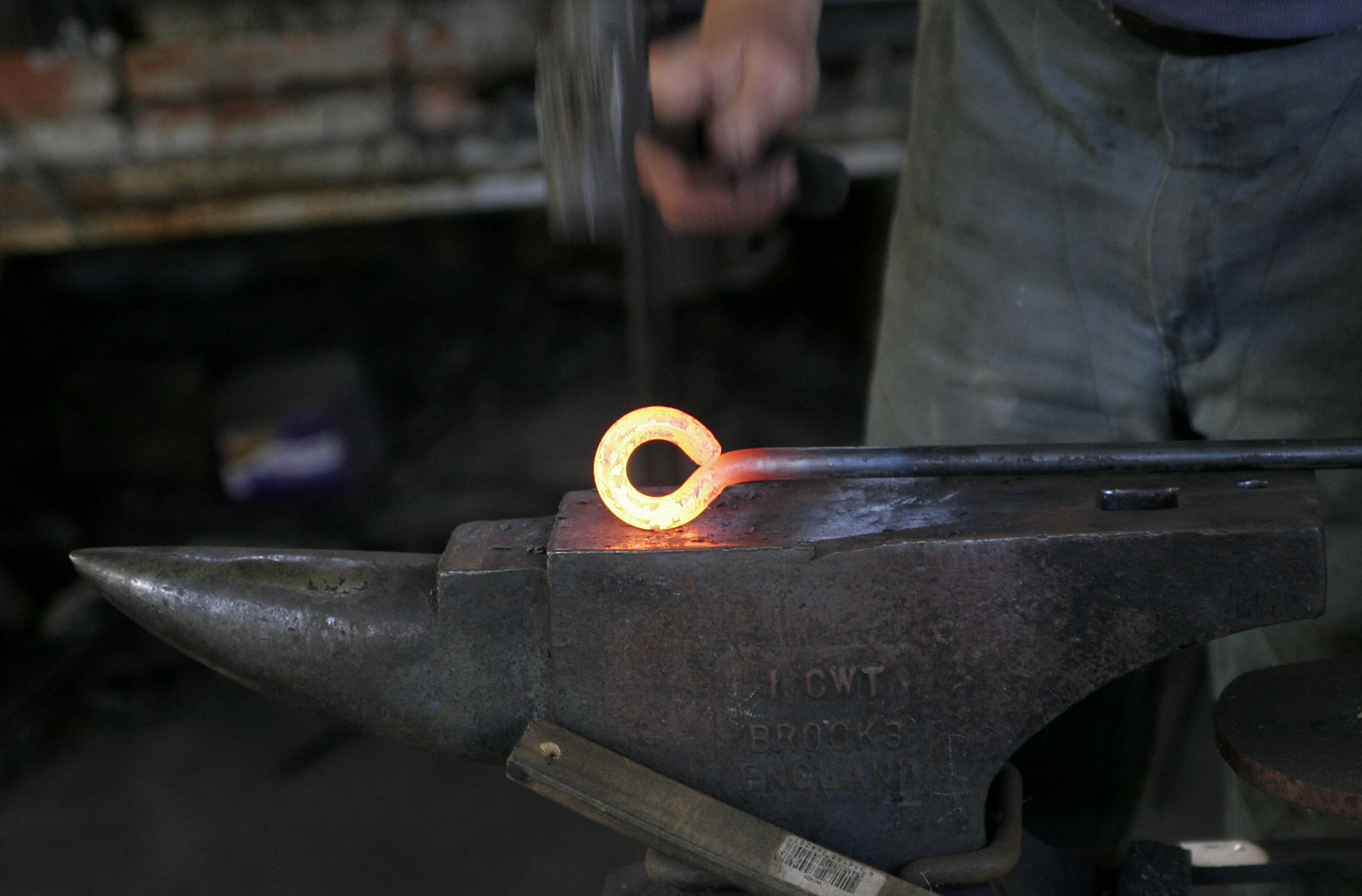

Smidesjärn är en typ av järn som till skillnad från stål och gjutjärn har låg kolhalt, mindre än 0,4 procent. Det innehåller ofta slagg. Den låga kolhalten gör smidesjärnet mjukt och enkelt att smida, med liten risk för sprickor.
Smidesjärn har efter industrialiseringen ersatts av olika stållegeringar. Ordet "smidesjärn" syftar i dag ofta på staket, räcken och andra ornamenterade eller handsmidda stålprodukter.